# (5030) Gyldenkerne
(5030) Gyldenkerne (1988 VK4) – planetoida z pasa głównego asteroid okrążająca Słońce w ciągu 3,4 lat w średniej odległości 2,26 j.a. Odkryta 3 listopada 1988 roku.